# Försvarsmaktens enduro
Försvarsmaktens enduro (FME) är en idrottsförening som är ansluten till Svenska motorcykel och snöskoterförbundet.
Klubben brukar delta med minst ett lag i lag-VM, International Sixdays Enduro (ISDE) varje år. Klubben anordnar även via motorsportsektionen de försvarsmaktsmästerskap som genomförs sommar och vinter.
FME arrangerar Stångebroslaget i början på juli tillsammans med Linköpings MS, en av Sveriges största endurotävlingar.